# Pierre-André Taguieff
Pierre-André Taguieff (Parigi, 4 agosto 1946) è un sociologo, filosofo e storico delle idee francese, direttore di ricerca onorario al Centro Nazionale francese per la Ricerca Scientifica.
Autore di numerosi saggi politici, di storia delle idee, sociologici e teoria della falsificabilità, i suoi studi hanno riguardato anche il razzismo, l’antisemitismo e l’analisi delle ideologie legate all’estrema destra; è noto anche per i suoi lavori pionieristici sul populismo, sulla cosiddetta “Nuova Destra” e sul Fronte Nazionale di Jean-Marie Le Pen.
Il suo pensiero filosofico spazia dall'anarco-situazionismo alle teorie nazionalistiche di Chevénement.
Qualificatosi repubblicano di sinistra e descritto come «socio-liberal conservatore», le sue prese di posizione e i suoi lavori (in particolare quelli, citati, sulla “Nuova Destra” e la “neo-giudeofobìa”) lo hanno posto al centro di controversie mediatiche.
È anche impegnato in prima persona nella lotta «contro ogni razzismo», per combattere la quale egli sostiene sia necessaria una riflessione rigorosa e una definizione inequivocabile della posta in gioco.

## Biografia
Figlio di padre russo e di madre d'origine polacca, Taguieff, benché di famiglia non israelita, si interessò fin da giovane alla cultura ebraica, in particolare a quella musicale («Nonostante io non lo sia, tutti gli amici di famiglia sono ebrei dell'Est, segnati dall'esperienza nazista»).
A metà anni sessanta, ai tempi degli studi universitari in filosofia e linguistica, militava nell'estrema sinistra ed era vicino al situazionismo di René Viénet. All'epoca, si dilettava anche in esibizioni come pianista di musica jazz; in quel periodo maturò interesse per gli studi di Gilles Deleuze e per il pensiero di Friedrich Nietzsche; proseguì gli studi in semiotica con Algirdas Julien Greimas.
Negli anni settanta militò in diversi movimenti antirazzisti come il MRAP, Movimento contro il Razzismo e per l'Amicizia tra i Popoli, e la LICRA, Lega Internazionale Contro il Razzismo e l'Antisemitismo. 
Acquisita la docenza in un liceo e, più tardi, in una Scuola Normale, a fine decennio iniziò l'analisi della Nuova Destra e del percorso politico del suo ideologo, Alain de Benoist.
Un anno più tardi, le analisi di Taguieff furono la base su cui Jean-Christophe Cambadélis lanciò il suo Manifesto contro il nazional-populismo (termine coniato dal sociologo italo-argentino Gino Germani e ripreso dallo stesso Taguieff per definire la politica del Fronte Nazionale di Jean-Marie Le Pen). Contemporaneamente a ciò, a Taguieff fu affidata dal coordinamento di SOS Racisme la direzione del proprio Osservatorio sull'Antisemitismo e, nel 1991, fu designato analista ufficiale dei rapporti della Commissione Nazionale Consultiva dei Diritti Umani riguardanti xenofobia e razzismo.
Tra il 1994 e il 1995 fu docente alla Libera Università di Bruxelles (nel dipartimento di filosofia del diritto) e, a seguire, alla Scuola di Alti Studi in Scienze Sociali e all'Istituto di studi politici di Parigi; nel 1999 fu tra i fondatori di un think tank repubblicano, Fondation du 2-Mars, che presiedette dal 2001 al 2003; per un periodo fu anche consigliere politico del socialista Jean-Pierre Chevènement.
Nel 2002 Taguieff fece parte della rosa di esperti della commissione, istituita dall'allora ministro francese per la cultura Jack Lang, incaricata di indagare su presunti casi di negazionismo verificatisi nell'Università Jean-Moulin di Lione a opera di insegnanti e studenti; la presenza di Taguieff fu criticata sia dallo scrittore Didier Daeninckx sia dalla stessa associazione SOS Racisme - per la quale pur Taguieff aveva collaborato - che contestarono allo studioso di avere sottoscritto, prima di assumere l'incarico in commissione, una petizione in sostegno di Régis Ladous, uno dei docenti accusati di negazionismo, benché la difesa dello stesso Taguieff non fosse tanto volta a smentire l'esistenza del fenomeno negazionista, quanto a escludere che Ladous potesse essere definito tale.
Nel 2004 Taguieff ricevette l'incarico di redigere un rapporto ufficiale sulla situazione dell'antisemitismo nella scuola pubblica francese. Nel 2005 sollevò polemiche la sottoscrizione di alcuni intellettuali, tra cui lo stesso Taguieff, di un «appello contro il razzismo anti-bianchi»; tale appello, che vide tra i firmatari anche il giornalista e filosofo ebreo francese Alain Finkielkraut e il fondatore di Medici Senza Frontiere, Bernard Kouchner, tendeva a stigmatizzare le aggressioni subite dai francesi di pelle bianca a opera di immigrati durante manifestazioni e tumulti avvenuti nei due anni precedenti, e a qualificarle come atti di razzismo, in maniera simmetrica a quello subito da immigrati e persone di colore a opera di quelle di pelle bianca.
Critico nei confronti sia della destra che della sinistra e, a sua volta, da entrambi gli schieramenti politici criticato, Taguieff si definisce «migliorista» e ha spiegato la sua posizione politica in tali termini: «Di sicuro la democrazia liberale non è perfetta, però è perfettibile, ed è anche l'unico sistema politico da perseguire; va difesa perché è l'unico sistema che permetta agli individui la propria libertà d'azione e di pensiero».

## Ricerche

### La “Nuova Destra”

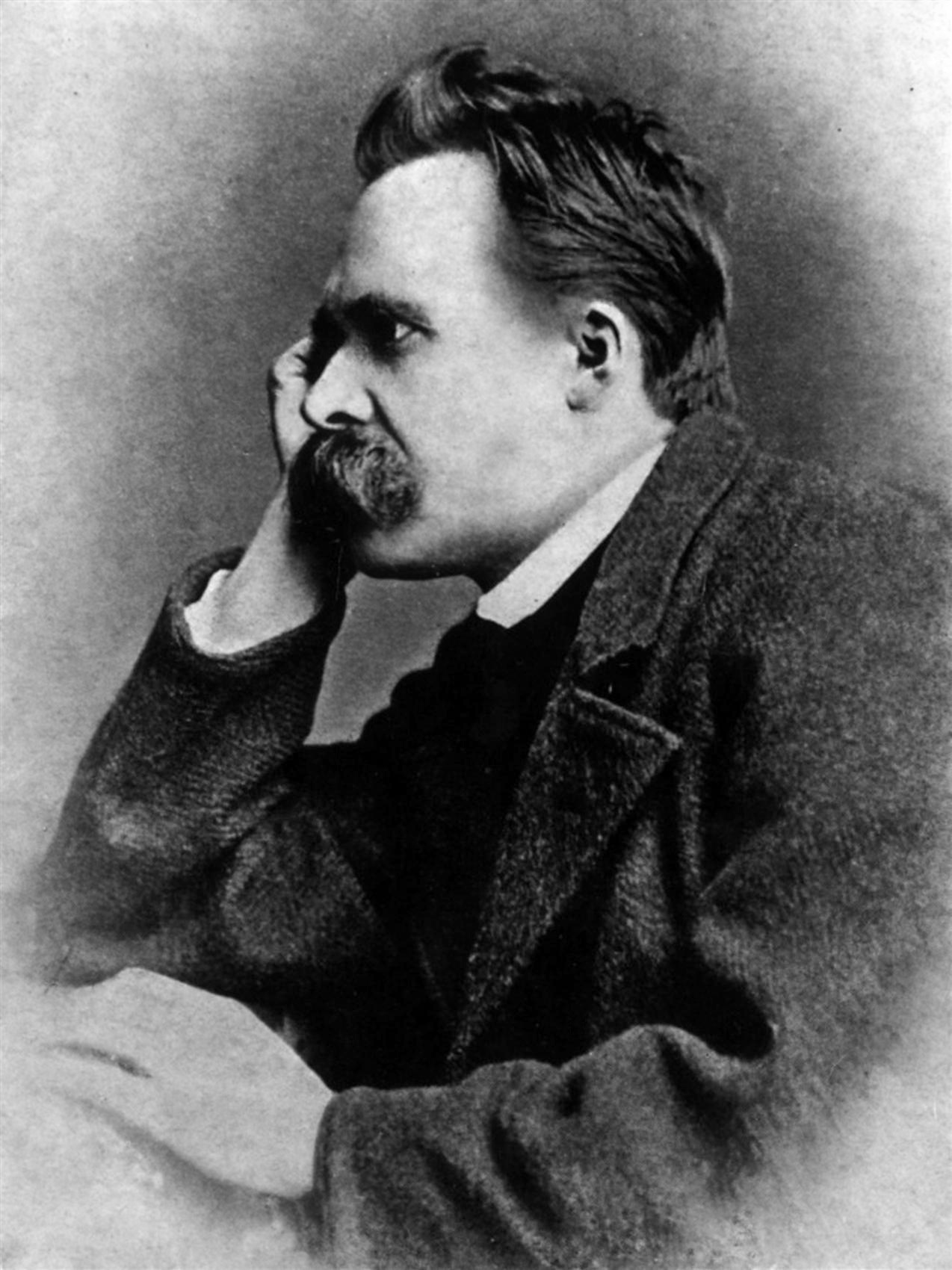
Friedrich Nietzsche

Fin dalla fine degli anni sessanta Taguieff ha analizzato l'impatto del pensiero di Friedrich Nietzsche sul secolo contemporaneo, e sulla sua strumentalizzazione in ottica pangermanista e nazista; le sue ricerche lo hanno portato all'esame socio-politico della cosiddetta Nuova Destra, oggetto di dibattito già alla fine degli anni settanta, periodo in cui ne uscirono i lineamenti ideologici a opera di Alain de Benoist (con il suo Vu de droite del 1977, in italiano Visto da destra); de Benoist, secondo Taguieff, aveva eretto l'autore di Genealogia della morale in «profeta dell'ineguaglianza e dell'antigiudeocristianesimo». Più avanti negli anni ottanta, Taguieff condusse in parallelo studi sul nazional-populismo del Fronte Nazionale di Jean-Marie Le Pen e sui tentativi di tale pensiero di accreditarsi come “destra intellettuale”.
Nel 1993 Taguieff fu accusato dal giornalista di Le Monde Roger-Pol Droit di aver «banalizzato l'estrema destra» e di «non aver vigilato» perché la raccolta Racisme et Antiracisme (Méridiens-Klinksieck 1986), in cui oltre alla sua compariva anche la firma di Alain de Benoist, era stata pubblicata in Italia da una casa editrice diretta da Marco Tarchi, esponente di spicco della Nuova Destra italiana. Taguieff sostenne, per difendersi dalle accuse, che quella italiana era un'edizione-pirata, mai autorizzata dall'autore, e neppure integrale, anche se il curatore replicò, esibendo una lettera nella quale Taguieff si dichiarava d'accordo con la traduzione del suo testo. In particolare, Droit contestava a Taguieff l'aver frequentato militanti della Nuova Destra e pubblicato saggi sulle riviste del loro movimento, analogamente a quanto avevano fatto altri intellettuali, soprattutto di sinistra quali per esempio Serge Latouche, Alain Caillé e Ignacio Ramonet che, secondo Le Monde, avrebbero dovuto astenersi dal collaborare con tali riviste.
La polemica era parte di un più ampio Appello alla vigilanza ospitato dal quotidiano francese, a firma di diversi intellettuali ed esponenti del mondo accademico.
In risposta a ciò, in segno di solidarietà a Taguieff fu lanciata una contro-petizione, con la quale si denunciò il «conformismo» dell'Appello e la difficoltà per molti ricercatori di lavorare su «temi caldi» viste le polemiche cui si esponevano. Sul Nouvel Observateur Jacques Julliard dichiarò «senza mezzi termini» che «la campagna condotta da Le Monde contro Taguieff, eminente studioso del razzismo e dell'estrema destra, è vergognosa» e che sarebbe stato meglio che i quaranta intellettuali dell'Appello «avessero vigilato piuttosto sui crimini etnici in Bosnia ed Erzegovina e Croazia».
A rinfocolare la polemica, le dichiarazioni dell'epoca di Pierre Vidal-Naquet, mai ritrattate nel corso degli anni, tanto che ancora nel 2003 lo storico si dichiarava convinto che «… [Taguieff] giocò con il fuoco a dialogare con degli intellettuali provenienti dalla Nuova Destra, dei quali nulla fa ritenere che siano cambiati. Glielo dissi allora, glielo ridico oggi, ritengo si sia fatto “plagiare”». Alain de Benoist, riguardo a tali polemiche, le liquidò come «querelles d'Ancien Régime».
La querelle, lungi dall'esaurirsi, trovò nuovo vigore nel 1994 quando Taguieff diede alle stampe Sur la Nouvelle Droite (pubblicato in italiano come Sulla Nuova Destra nel 2003); in tale opera Taguieff critica le idee alla base di tale ideologia, almeno nella forma espressa da de Benoist («Definisco qui “di destra”, per convenzione, il considerare le differenze e le ineguaglianze che da esse derivano come un bene, e l'omologazione prona e progressiva del mondo alle ideologie millenariste egualitarie come un male»), sostenendo l'improbabilità di un pensiero del «diritto alla differenza» separato dall'universalismo e di un cammino identitario separato dal nazionalismo. A Taguieff, che prendeva atto dell'evoluzione del pensiero della Nuova Destra in alcuni ambiti, fu rivolta l'accusa di «intelligenza» verso gli ideologi di tale corrente di pensiero; peraltro, nell'opera Taguieff criticava severamente le campagne di stampa lanciate contro la Nuova Destra e, di riflesso, contro di lui; biasimò pertanto chi, piuttosto che sforzarsi di leggere quei testi di Alain de Benoist in grado di dare una lettura meno stereotipata del fenomeno, «per pigrizia o lassismo» preferiva considerarlo una sorta di «nazismo mascherato» che non sarebbe mai cambiato.
Taguieff stigmatizzò anche l'«intolleranza subdola e preventiva» di chi, ergendosi a "vigilante", tentava di delegittimare coloro che studiavano senza posizioni preconcette teoria e pratica del fenomeno della Nuova Destra.

### Populismo, antisemitismo, razzismo e antirazzismo

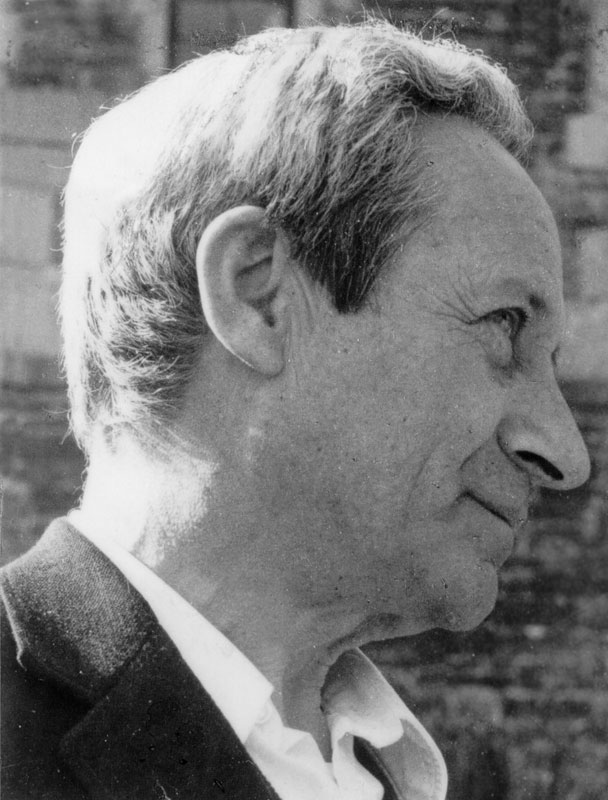
Léon Poliakov

Taguieff propose un'analisi politica del Fronte Nazionale di Jean-Marie Le Pen introducendo, come chiave di lettura, il concetto di nazional-populismo rispetto a quello, usato fino a quel momento, di estremismo di destra, che non lo convinceva; tale analisi andò di pari passo con l'opposizione pubblica all'etno-nazionalismo del FN e alla sua posizione sull'immigrazione e allo studio di altri fenomeni di estrema destra quali il ressentiment alla base dell'ideologia cattolico-tradizionalista e nazionalista di Jean Madiran o di Romain Marie.
Attivo sulla questione dell'antisemitismo e ispiratosi agli studi dello storico Léon Poliakov (alla cui memoria rese tributo nel suo Le couleur et le sang del 2002), sull'argomento Taguieff pubblicò il citato La forza del pregiudizio e un'analisi dei Protocolli dei Savi di Sion, il noto falso letterario prodotto dalla polizia zarista nei primi anni del XX secolo per attribuire agli ebrei un piano di dominio mondiale, su cui aveva già lavorato lo storico e sociologo britannico Norman Cohn, altro studioso della cui opera Taguieff si dichiara debitore.
Seguendo il metodo di studio adottato nell'analisi dell'antisemitismo, Taguieff esaminò le origini del razzismo in Francia, a partire dagli scritti suprematisti di Gobineau (Saggio sull'ineguaglianza delle razze umane 1853-1855, in cui si teorizza la superiorità della razza bianca e dell'uomo occidentale) per proseguire attraverso alcuni fautori del cosiddetto darwinismo sociale e della legittimazione antropologico-sociologica della diseguaglianza come Vacher de Lapogue o Gustave Le Bon (Psicologia delle folle, 1895).

#### Razzismi e antirazzismi
Nella Forza del pregiudizio Taguieff individua due forme distinte di razzismo, che attribuisce a due logiche opposte:
- un razzismo cosiddetto «eterofobo» o «pseudouniversalista», che nega le differenze e pretende l'assimilazione a un modello identitario unico di quei gruppi che intendano conservare le loro specificità. Esso nasce da una logica inegualitaria, basata principalmente sull'affinità delle caratteristiche somatiche (colore della pelle, statura, caratteri esteriori, etc.);
- un razzismo cosiddetto «eterofilo», figlio del particolarismo, teso a preservare le differenze tra i gruppi; è attribuibile a una logica «della differenza» e si fonda principalmente sui tratti culturali (costumi, lingua, religione, etc.).

A tali due forme di razzismo Taguieff attribuisce due simmetriche, ma distinte, risposte antirazziste: nel primo caso, la replica è di tipo «differenziale», basata sul relativismo culturale, mentre il contro-argomento al secondo tipo di razzismo è quello che chiama in causa la logica «assimilazionistica», favorevole alla commistione delle culture e assertrice dell'universalità dei valori umani.

### Teorie del complotto
Il citato lavoro di ricerca sull'antisemitismo e sui Protocolli portò Taguieff a occuparsi, più in generale, alle teorie del complotto. Nei saggi La Foire aux Illuminées del 2005 (letteralmente, La fiera degli Illuminati) e L'imaginaire du complot mondial (lett. L'immaginario del complotto mondiale) dell'anno successivo, tracciò un percorso storico del complottismo e delle sue manifestazioni esoteriche, antimassoniche e antisemite, mostrando come, inizialmente appannaggio di gruppi di estrema destra, esse siano diventate merce corrente nel dibattito comune.
Secondo Taguieff, grazie all'accessibilità di media come Internet e la diffusione di prodotti di massa come videogiochi e film di successo, tali teorie danno una risposta alle numerose domande di chi cerca un senso alle cose del mondo, contribuendo a riconfigurare, riprendendo un'espressione del sociologo e teologo statunitense Peter Berger, una «sublimazione del religioso in forma laica».
Nel suo Une haine imaginaire, del 2005(lett. Un odio immaginario), il saggista parigino Guillaume Weill-Raynal criticò il metodo di analisi di Taguieff, contestandogli sostanzialmente di aver usato delle generalizzazioni per condannare altre generalizzazioni: prendendo spunto dalle teorie sul complotto dell'attentato alle Torri Gemelle di New York del 2001, Weill-Raynal giudicò falsi i presupposti sui quali Taguieff, nell'opera, li faceva risalire a teorie del complotto giudaico: il fatto che qualche antisemita potesse concordare con tali teorie, sostenne Weill-Raynal, non indica necessariamente che le teorie complottiste sull'attentato siano di matrice anti-giudaica, e presentare tali affermazioni come correlate significa usare la figura retorica dell’«uomo di paglia» (ovvero, attribuire a qualcuno opinioni, dichiarazioni o un qualsiasi impianto argomentativo volutamente erroneo e confutabile per poi contestarglielo).

### Polemiche sui “neoreazionari” e i “neogiudeofobi”

#### “Neoreazionari”
I suoi lavori sulle varie forme d'integrazione, sul razzismo, sul futuro della Repubblica e sul nazionalismo valsero nel 2002 a Taguieff l'etichetta di «neoreazionario», categoria coniata dal filosofo Daniel Lindenberg nel suo Rappel à l'ordre (letteralmente, Richiamo all'ordine) e nella quale, a fianco di Taguieff, furono in seguito aggiunte note personalità come Alain Finkielkraut, Michel Houellebecq, André Glucksmann e altri.
Glucksmann, ebreo, sostiene che Daniel Lindenberg, socialista ed ebreo egli stesso, intende con tale termine definire tutti «coloro che dissentono» dalla linea politica ufficiale e antirazzista «politicamente corretta» dettata da Le Monde.
La risposta di Taguieff giunse dalle colonne del Figaro a fine novembre del 2002: a parte la domanda intenzionalmente retorica rivolta a Lindenberg («ma questi “neoreazionari” esistono? E, se esistono, sono davvero un pericolo per “la democrazia?”»), Taguieff gli contestò di avere accomunato in una stessa categoria persone dal percorso politico, filosofico e culturale affatto eterogeneo, non riconducibili ad alcuna matrice comune e, semmai, caratterizzate solo dal fatto di non fare parte di quei club «socio-liberal-libertario» di «conformisti felici», di cui Lindenberg era, secondo Taguieff, evidentemente un militante.
Nel 2007, sempre nel filone della polemica che faceva seguito alle accuse di neoreazionarismo, Taguieff diede alle stampe due lavori, il primo dal titolo rivelatore di Les contre-réactionnaires (lett. I controreazionari) e il secondo, in collaborazione con il pensatore cattolico di sinistra Matthieu Baumier, dal titolo La stalinisation des esprits (lett. La stalinizzazione degli spiriti): in quest'ultima opera si analizzano i procedimenti logici e culturali attraverso i quali si è giunti, secondo i due autori, alla situazione attuale in cui è difficile parlare in termini non negativi di figure quali la Destra, gli Stati Uniti, il cattolicesimo o il papa senza rischiare qualche «bando» o «condanna morale».

#### “Neogiudeofobi”
In un'opera del 2002, La nouvelle judéophobie (lett. La neogiudeofobia), Taguieff suggerì che il nuovo antisemitismo potrebbe celarsi sotto la parola d'ordine dell'antisionismo, tesi sostenuta anche nel successivo Prêcheurs de haine del 2004 (lett. Predicatori d'odio), nel quale viene individuato un rapporto di filiazione tra l'antisionismo sovietico degli anni settanta e l'islamismo contemporaneo («L'antisionismo è il solo punto in comune di tutto il mondo arabo-musulmano e uno dei grandi alibi dell'islamismo radicale»); peraltro, Taguieff fu firmatario della petizione a sostegno degli accordi di Ginevra tra Israele e ANP per la definizione di uno Stato palestinese.
Proprio l'accostamento tra antisionismo e antisemitismo valse a Taguieff l'accusa di aver indebitamente confuso le due fattispecie; alla polemica contro Taguieff aveva anche preso parte l'intellettuale musulmano Ṭāriq Ramaḍān, fautore del cosiddetto Euroislam, che, in un suo articolo del 2004, nel denunciare che l'operato di Israele «sfugge sempre ai suoi critici selettivi», contestava al sociologo francese di «essersi eretto a difensore di una comunità in pericolo, il cui nemico - vero o potenziale - è l'arabo o il musulmano, fosse pure francese» e, ribaltandone l'ottica, di «riunire sotto l'ombrello di “antisemitismo” o “antigiudaismo” qualsivoglia critica antisionista alla politica di Israele».
Taguieff difese la sua tesi sostenendo altresì che «Il sospetto che gli ebrei non siano buoni cittadini attraversa gli ultimi due secoli di storia della loro emancipazione», e che il sospetto di «doppia fedeltà», tipicamente di matrice «antisionista», poteva essere il passepartout per introdurre un discorso in realtà «antisemita» tout-court; riferendosi nello specifico alla polemica di Ramadān, Taguieff disse: «Si noti […] come Tāriq Ramadān abbia potuto denunciarmi come “intellettuale comunitario” difensore a oltranza della politica israeliana […] laddove io non sono neppure ebreo e ho sempre vagliato criticamente le scelte del governo israeliano; però sono un difensore a oltranza del diritto di Israele a esistere».

## Lavori più recenti
Tornato ai suoi studi di storia delle idee, Taguieff ha pubblicato nel 2008 un saggio sulla figura e sul pensiero del filosofo e sociologo alsaziano Julien Freund, già combattente nella Resistenza francese e, da accademico, autore di numerosi saggi politici e umanistici su argomenti come estetica, etica, economia e religione.

### Opere
- Pierre-André Taguieff, La forza del pregiudizio. Saggio sul razzismo e sull’antirazzismo, Bologna, il Mulino, 1994  [1988], ISBN 88-15-04615-1.
- Pierre-André Taguieff, Sulla Nuova Destra. Itinerario di un intellettuale atipico, Firenze, Vallecchi, 2003  [1994], ISBN 88-8427-055-3.
- (FR) Pierre-André Taguieff, Les fins de l’antiracisme, Paris, Michalon, 1995, ISBN 2-84186-001-9.
- (FR) Pierre-André Taguieff, La République menacée. Entretien avec Philippe Petit, Paris, Textuel, 1996, ISBN 2-909317-20-X.
- (FR) Pierre-André Taguieff, Michèle Tribalat, Face au Front national. Arguments pour une contre-offensive, Paris, La Découverte, 1998, ISBN 2-7071-2877-5.
- (FR) Pierre-André Taguieff, La Couleur et le Sang: doctrines racistes à la française, 2ª ed. riv. e corr., Paris, Mille et Une Nuits, 2002  [1998], ISBN 2-84205-640-X.
- Pierre-André Taguieff, Il razzismo. Pregiudizi, teorie, comportamenti, Milano, Raffaello Cortina, 1999  [1998], ISBN 88-7078-534-3.
- (FR) Pierre-André Taguieff, L’effacement de l’avenir, Paris, Galilée, 2000, ISBN 2-7186-0498-0.
- (FR) Pierre-André Taguieff, Résister au bougisme. Démocratie forte contre Mondialisation techno-marchande, Paris, Mille et Une Nuits, 2001, ISBN 2-84205-584-5.
- Pierre-André Taguieff, Il progresso. Biografia di un’utopia moderna, traduzione di Maurizio Ferrara, Troina, Città Aperta, 2003  [2001], ISBN 88-8137-101-4.
- (FR) Pierre-André Taguieff, La nouvelle judéophobie, Paris, Mille et Une Nuits, 2002, ISBN 2-84205-650-7.
- Pierre-André Taguieff, Cosmopolitismo e nuovi razzismi. Populismo, identità e neocomunitarismi, Milano, Mimesis, 2003  [2002], ISBN 88-8483-145-8.
- Pierre-André Taguieff, L’illusione populista, Milano, Bruno Mondadori, 2003  [2002], ISBN 88-424-9881-5.
- (FR) Pierre-André Taguieff, Prêcheurs de haine. Traversée de la judéophobie planétaire, Paris, Mille et Une Nuits, 2004, ISBN 2-84205-720-1.
- (FR) Pierre-André Taguieff, Le Sens du progrès. Une approche historique et philosophique, Paris, Flammarion, 2006  [2004], ISBN 2-08-080167-8.
- (FR) Pierre-André Taguieff, L’Illusion antifasciste. La Gauche et le terrorisme intellectuel à la française, Paris, Mille et Une Nuits, 2004, ISBN 2-84205-750-3.
- (FR) Pierre-André Taguieff, Éditions des Syrtes, Paris, 2005, ISBN 2-84545-092-3.
- (FR) Pierre-André Taguieff, La Foire aux illuminés: Esotérisme, théorie du complot, extrémisme, Paris, Mille et Une Nuits, 2005, ISBN 2-84205-925-5.
- (FR) Pierre-André Taguieff, L’imaginaire du complot mondial: Aspects d’un mythe moderne, Paris, Mille et Une Nuits, 2006, ISBN 2-84205-980-8.
- (FR) Pierre-André Taguieff, Matthieu Baumier, La stalinisation des esprits, Paris, Climats, 2007, ISBN 2-08-120501-7.
- (FR) Pierre-André Taguieff, Les contre-réactionnaires: le progressisme entre illusion et imposture, Paris, Denoël, 2007, ISBN 2-207-25321-X.
- (FR) Pierre-André Taguieff, La Bioéthique ou le juste milieu. Une quête de sens à l'âge du nihilisme technicien, Paris, Fayard, 2007, ISBN 2-213-62723-1.
- (FR) Pierre-André Taguieff, L’Illusion populiste. Essais sur les démagogies de l’âge démocratique, 2ª ed. riv. e aggiorn. con nuova prefaz., Paris, Berg International, 2007  [2002], ISBN 978-2-08-120365-5.
- (FR) Pierre-André Taguieff, Julien Freund: au cœur du politique, Paris, La Table Ronde, 2008, ISBN 2-7103-2947-6.
- (IT) Pierre-André Taguieff, L'antisemitismo, Milano, Raffaello Cortina Editore, 2016  [2015], ISBN 978-88-6030-861-0.

## Opere curate
- (FR) Pierre-André Taguieff (a cura di), Face au racisme, Paris, La Découverte, 1993  [1991], ISBN 2-02-020981-0.
- Pierre-André Taguieff, Gil Delannoi (a cura di), Théories du nationalisme. Nation, nationalité, ethnicité, Paris, Kimé, 1991, ISBN 2-908212-10-2.
- (FR) Pierre-André Taguieff (a cura di), Les Protocoles des sages de Sion. Faux et usages d'un faux, 2ª ed. rived. e corretta, Paris, Berg International et Fayard, 2004  [1992], ISBN 2-213-62148-9.
- (FR) Pierre-André Taguieff, Gil Delannoi (a cura di), Nationalismes en perspective, Paris, Berg International, 2001, ISBN 2-911289-37-4.
- (FR) Pierre-André Taguieff, Grégoire Kauffmann e Michaël Lenoire (a cura di), L’antisémitisme de plume (1940-1944): la propagande antisémite en France sous l'Occupation. Études et documents, Paris, Berg International, 1999, ISBN 2-911289-16-1.
- (FR) Pierre-André Taguieff (a cura di), Le retour du populisme. Un défi pour les démocraties européennes, Paris, Encyclopædia Universalis, 2004, ISBN 2-85229-780-9.